# Йорґ Гвідо Гюльсманн
Йорґ Гвідо Гюльсманн (нім. Jörg Guido Hülsmann) (народився 18 травня 1966 р.) — німецький економіст, прибічник Австрійської економічної школи, який вивчає питання, пов'язані з грошима, банківською справою, монетарною політикою, макроекономікою та фінансовими ринками. Гюльсманн є професором економіки Школи права, економіки та менеджменту Університету Анже.
Він є членом Європейської академії наук та образотворчих мистецтв, членом-кореспондентом Папської академії життя та старшим науковим співробітником Інституту Мізеса. Він є віце-президентом Міжнародного товариства власності та свободи, членом правління Association des économistes catholiques у Франції та членом наукової ради Товариства Фрідріха Гаєка у Німеччині, Австрійського інституту економіки та соціальної філософії та Міжнародної академії філософії  в Ліхтенштейні. Гюльсманн був першим лауреатом міжнародної премії Франца Чухеля за досягнення в економічній освіті та лауреатом Медалі Гаєка 2023 року.
Такі економісти, як Ойген-Марія Шулак і Герберт Унтеркефлер, вважають його одним із найважливіших сучасних економістів Австрійської економічної школи, поряд із Гансом-Германом Гоппе та Хесусом Уерта де Сото.  У ширшому неортодоксально-економічному співтоваристві, що прагне до плюралізму в економіці, він вважається провідним експертом і всесвітньо відомим оратором.  Він дав інтерв'ю в різних ЗМІ по всій Європі.

## Життєпис
Гюльсманн пішов до середньої школи в місті з «найвищим відсотком комуністичних виборців у всій Західній Німеччині» і почав публічно виступати у віці 15 років. Після обов'язкової військової служби він продовжив вивчати промислову інженерію (Wirtschaftsingenieurwesen) у Technische Universität Berlin, з 1986 по 1992 рік. У 1991–92 навчальному році він брав участь у програмі обміну з бізнес-школою Тулузи у Франції. Там він написав дисертацію, в якій порівнював неомарксистську школу регулювання з ордо-ліберальною Фрайбурзькою школою . Він також почав вивчати твори австрійської школи . Після року в Тулузі він повернувся до Берліна для навчання в докторантурі під керівництвом Ганса-Германна Лехнера та отримав ступінь доктора філософії з економіки в 1996 році. У січні 1997 року Лью Рокуелл доручив Хюльсманну написати біографію Мізеса, проект, який він зрештою мав зробити. закінчив у 2007 році. У 2004 році він був призначений на посаду повного професора в університеті Анже.

## Академічне авторство
Гюльсманн є автором восьми книг, редагував або співредагував шість інших книг і опублікував численні журнальні статті та розділи книг. Його твори перекладено на двадцять мов.
Його книгу 2008 року «Етика виробництва грошей»  було перекладено німецькою, французькою, італійською, румунською, польською, китайською, перською, іспанською та турецькою мовами . Його книга 2007 року «Мізес — останній лицар лібералізму»  була перекладена російською, китайською та польською мовами . Обидві книги отримали численні рецензії та потрапили до списків рекомендованої літератури Беррона .
«Останній лицар лібералізму» — єдина повномасштабна біографія Людвіга фон Мізеса та найбільш цитована публікація Гюльсмана.  Економічний історик Роберт Хіггс оцінив це як «чудове наукове досягнення».  У розлогому огляді німецька національна газета Frankfurter Allgemeine Zeitung назвала це «літературною подією» і вважала, що твір «встановлює стандарти» біографічної роботи.  У вересні 2016 року Китайський університет Женьмінь організував конференцію, присвячену китайському виданню книги.
У своїй книзі «Достаток, щедрість і держава» 2024 року він вивчає різні способи безоплатного надання та отримання економічних благ.  Філософ Девід Гордон похвалив книгу такими словами: «Рідко можна зустріти книгу, яка має потенціал змінити наш погляд на економіку, але Гвідо Гюльсманн зробив саме це в „ Достатку, щедрості та державі“ . Гюльсманн є одним із провідних теоретиків Австрійської школи, але він завжди дивився на проблеми оригінально, і ця якість „рясно“ проявляється в цій видатній книзі».
Він також став відомим як економіст, який правильно передбачив фінансову кризу 2001 року;  як рішучий критик банківської системи часткового резервування;  як критик теорії переваги часу;  за його «переосмислення» австрійської теорії капіталу, що відкриває нові погляди на поважну суперечку про капітал у Кембриджі ;  і як прихильник ідеї, що економічні закони є протиправними апріорними законами, а не емпіричними закономірностями.

## Викладання
Гюльсманн керує англомовною магістерською програмою з права та фінансів  і є співкерівником двопрофільної програми бакалавра з права та економіки (французькою мовою)  в Університеті Анже. Він керував докторськими дисертаціями в Університеті Анже та брав участь у докторських дослідженнях в інших університетах.
Він також є частим запрошеним професором у Grove City College, і він викладав в Університеті Александру Йоана Кузи в Яссах (Румунія), в Університеті Лойоли в Новому Орлеані, в Інституті CEVRO в Празі (Чехія), в Університеті Короля Хуана Карлоса в Мадриді (Іспанія), в Університеті менеджменту та економіки ISM у Вільнюсі (Литва) та в інших навчальних закладах.

## Журналістика
Гюльсманн писав для різних європейських друкованих видань, наприклад, для національних журналів, таких як Schweizer Monat , La Tribune , Die Zeit і Der Standard , а також для бізнес-журналів, таких як Wirtschaftswoche.  Протягом кількох років він був автором щомісячної колонки для німецького лібертаріанського журналу eigentümlich frei .

## Переклади
Гюльсманн переклав або співпереклав книги Мюррея Н. Ротбарда « Етика свободи»  і «Що уряд зробив з нашими грошима?» ,  Die Partei der Freiheit Ральфа Райко  та Людвіга фон Мізеса " Бюрократія «, а також » De la production de la sécurité " Гюстава де Молінарі  німецькою мовою .